# Daniele Tittarelli
Daniele Tittarelli (Roma, 1975) è un sassofonista italiano.

## Biografia
Il primo interesse per gli strumenti a fiato risale a un concerto in una serata evento inerente al Teatro Tenda di Piazza Mancini a Roma, sente per la prima volta dal vivo il suono di un sax alto. Decide così di iscriversi alla Scuola Popolare di Musica di Testaccio, dove frequenta i corsi del maestro Roberto Mancini e suona nella Banda della scuola popolare di musica di Testaccio. Si perfeziona frequentando i seminari di Sal Nistico, Joe Zawinul, Umbria Jazz Berklee College, Nicola Stilo, Dave Liebman, Gary Burton, partecipando alle Clinics di Umbria Jazz e seguendo i concerti di Massimo Urbani e Miles Davis. 

Entra a fare parte dell'orchestra diretta da Paolo Damiani ISMEZ Ensemble, successivamente di quelle dirette da Mario Raja, Marco Tiso, Bruno Tommaso e nelle Trombe rosse di Massimo Nunzi. Tra le prime esperienze in quartetto c'è Zuky 4et, che nel 1998 vince il primo premio San Gemini e il primo premio Barga. Nel 1999 si diploma al Conservatorio di Perugia Francesco Morlacchi e nel 2000 vince il premio Miglior Solista al Festival di Avignone partecipando al concorso Tremplin Jazz con il suo gruppo Garbatella's Dream Trio. Continua a manifestare “padronanza dello strumento e delle logiche orchestrali” nella M.J. Urkestra di Roberto Spadoni, nella Corvini & Jodice Roma Jazz Ensemble e con i Six Sax di Javier Girotto. 

Jungle Trane segna il suo esordio discografico e porta il quartetto in numerosi festival come Padova, Roccella Jonica e Brianza Open Jazz Festival. Pubblicato nel 2002 dalla Wide Sound, il disco viene riconosciuto dalla critica come un “lavoro di composizione estremamente raffinato” e vanta le note di copertina del batterista Roberto Gatto, con il quale ha inizio una lunga serie di collaborazioni. Una di queste, nel 2005, lo vede rappresentare il jazz italiano al Festival di New York con la formazione Gatto 5et, insieme a Claudio Filippini, Ares Tavolazzi e Roberto Rossi. 

Lo stesso anno debutta con la Parco della Musica Jazz Orchestra PMJO diretta da Maurizio Giammarco, partecipando a collaborazioni internazionali come quelle di Kenny Wheeler, Maria Sneider, Mike Stern, Yusef Lateef, Perico Sambeat, Horacio Hernandez, Dave Douglas, Javier Girotto, Rosalia De Souza. La rassegna Giovani Leoni della Casa del Jazz lo sceglie come talento emergente, proponendo in concerto i suoi ultimi progetti: Daniele Tittarelli Quartet e Jazz Guerrilla. 

Il 2009 è segnato dall'uscita del suo secondo album in quartetto, No hay banda e dal secondo posto nella classifica della rivista Musica Jazz come Miglior Nuovo Talento. Giovanni Guidi lo chiama a partecipare alla Unknown Rebel Band ed Enrico Rava nel gruppo Enrico Rava Special Edition, con cui registra l'omonimo album per la collana Jazz italiano live 2009 de L'Espresso. Con Rava e la Parco della Musica Jazz Lab PMJL porta avanti dal 2010, su disco e in numerosi festival internazionali, i progetti Gershwin & more, Enrico Rava Song Book, Lester! (sulle musiche di Lester Bowie) e Rava on the Dance Floor (sulle musiche di Michael Jackson). Proseguono le collaborazioni con Rita Marcotulli, Sergio Cammariere, Nicola Conte e Michael Rosen. Nel 2010 fonda insieme ad altri musicisti romani il collettivo Agus Jazz Collective che promuove il jazz organizzando rassegne a basso costo in noti spazi autogestiti, dalle periferie al centro della città. 

Prestazione è il suo terzo album. Uscito a marzo 2014 e registrato dal vivo all'Auditorium Parco della Musica di Roma con il trio Fresh Fish e con Francesco Lento alla tromba. Brani originali che svelano il talento compositivo e che lasciano trasparire, come dichiara Tittarelli in un'intervista pubblicata nella rivista Jazz it, l'influenza “della generazione newyorkese degli ultimi dieci anni”.

A Febbraio 2014 Paolo Damiani lo chiama a far parte del progetto Double Trio, insieme a Rosario Giuliani, Marco Bardoscia e Michele Rabbia, con il quale registra il disco Seven Sketches in Music per la Parco della Musica Records. Sempre l'Auditorium Parco della Musica ospita l'incontro tra la New Talent Jazz Orchestra di Mario Corvini e il sax soprano e contralto di Daniele Tittarelli. Un concerto che vede portare sul palco brani originali del sassofonista arrangiati da Corvini e Gianluigi Giannatempo, registrati live per un disco in uscita per la PdM Records. 

Accanto a una carriera strettamente jazzistica non sono mancate le esperienze teatrali e le contaminazioni con altri generi musicali. Nel 2006 lo vediamo tra i musicisti che accompagnano Giorgio Albertazzi in Shakespeare in jazz. L'anno successivo partecipa allo spettacolo Pirèta e è lòpp, musicando la favola romagnola in chiave jazz sotto la direzione di Paolo Damiani e con Stefano Bollani, Antonello Salis, Bebo Ferra, Cristiano Calcagnile e Diana Torto. Nel 2011 è nell'orchestra che accompagna i video e le performance live Jacob tv-THE NEWS del compositore olandese Jacob Ter Veldhuis. 

“Ciò che mi coinvolge molto”, dichiara Tittarelli, “è proprio riuscire a imporre la mia voce, sempre e comunque inquadrabile nel jazz, in contesti differenti, magari di matrice improvvisata ed elettronica”. Elettronica e improvvisazione si incontrano con la band I.H.C. con cui incide il disco Unti dal signore e con cui dà nuova colonna sonora al film Metropolis, musicato live a Palazzo delle Esposizioni di Roma nel 2009. Le sperimentazioni proseguono con il nuovo progetto UGOLESS, duo che si cimenta in composizioni originali coniugando le sonorità acustiche del sax e della batteria alle sonorità elettroniche. Ideato con Fabio Sasso, Ugoless è laboratorio aperto che si avvale di collaborazioni estemporanee, come quelle di Francesco Fratini alla tromba, Francesco Poeti alla chitarra e Andrea Guastadisegni ai sintetizzatori.

## Stile
Nei primi anni di formazione ascolta e si ispira principalmente a John Coltrane, Steve Coleman e Kenny Garrett. I suoi primi brani sono spesso complessi ma sempre cantabili, caratterizzati da interessanti trovate ritmiche e da uno spiccato senso dell'ironia. Il suono è ancora sottile ma acquista presto spessore e rotondità fino ad arrivare a una pronuncia personale, che spesso ricorda quella di un tenore. Studia Stan Getz, Lee Konitz e Warne Marsh e, in tempi più recenti, Lennie Tristano, Logan Richardson e Steve Lehman. È fin dall'inizio considerato per lo spiccato senso della forma e la grande capacità di concentrazione e lucidità musicale. La sua musica si è aperta a numerose contaminazioni, dal funk alle successive ricerche nel campo dell'elettronica.

## Discografia selezionata
- 2014 – Daniele Tittarelli, Fresh Fish & Francesco Lento  Prestazione  (PdM RECORDS)

Daniele Tittarelli - alto sax
Francesco Lento - tromba
Marco Valeri - batteria
Domenico Sanna - fender rhodes
Luca Fattorini - contrabbasso
- 2009 – Daniele Tittarelli 4et  No Hay Banda  (WIDE SOUND)

Daniele Tittarelli - alto sax
Pietro Lussu - piano
Vincenzo Florio - contrabbasso
Marco Valeri - batteria
- 2002 – Daniele Tittarelli 4et   Jungle Trane   (WIDE SOUND)

Daniele Tittarelli - alto sax
Pietro Lussu - piano
Vincenzo Florio - contrabbasso
Marco Valeri - batteria
- 2015 – Paolo Damiani Double Trio   Seven Sketches in Music   (PdM RECORDS)

 Paolo Damiani - cello, double bass
Rosario Giuliani - alto and soprano sax
Daniele Tittarelli - flute, alto and soprano sax
Marco Bardoscia - double bass
Michele Rabbia - percussions, electronic effects 
- 2015 – Enrico Bracco  Quiet Man   (AUAND)

Daniele Tittarelli - alto sax, flute
Enrico Bracco - guitars
Pietro Lussu - piano
Luca Fattorini - double bass
Enrico Morello – drums
- 2014 – Mario Raja Big Band,  Bird calling  (ITINERA)

Alice Ricciardi - voce
Daniele Tittarelli - alto sax
Mario Raja - sax tenore, clarinetto
Carlo Conti - sax baritono, flauto
Claudio Corvini - tromba
Francesco Lento - tromba
Humberto Amésquita - trombone
Enrico Bracco - chitarra
Pietro Lussu - pianoforte
Luca Fattorini - contrabbasso
Armando Sciommeri – batteria
- 2012 – Enrico Rava,  Rava on the dance floor   (ECM)

Enrico Rava - tromba
Andrea Tofanelli - tromba, filicorno
Claudio Corvini - tromba, filicorno
Mauro Ottolini - trombone, tuba
Daniele Tittarelli - sax alto, flauto	
Dan Kinzelman - sax tenore, clarinetti
Giovanni Guidi - pianoforte, piano elettrico, piano giocattolo
Franz Bazzani - tastiere
Marcello Giannini - chitarra elettrica
Dario Deidda - basso elettrico
Zeno de Rossi - batteria
Ernesto Lopez Maturelli – percussioni
- 2012 – Marco Valeri,  The apple  (VIA VENETO)

Daniele Tittarelli - alto e soprano sax
Francesco Lento - tromba
Pietro Ciancaglini - Contrabbasso
Marco Valeri – batteria
- 2012 – Edge,  Ipso facto  (Dodicilune)

Michael Rosen - sax tenore, soprano
Daniele Tittarelli - sax alto, soprano
Greg Burk - pianoforte
Francesco Ponticelli - contrabbasso
Adam Pache – batteria
- 2011 – Enrico Bracco,  Unresolved   (LHOBOMUSIC)

Pietro Lussu - pianoforte
Enrico Bracco - chitarra
Stefano Nunzi - contrabbasso
Andrea Nunzi – batteria
- 2009 – Giovanni Guidi,  Unknow Rebel Band   (CAMjazz)

Fulvio Sigurtà - tromba, flicorno
Mirko Rubegni - tromba, flicorno
Daniele Tittarelli - sax alto
Dan Kinzelman - sax tenore
David Brutti - sax basso
Filippo Vignato - trombone, tuba
Giovanni Guidi - piano
Giovanni Maier - contrabbasso
Joao Lobo - batteria
- 2009 – Enrico Rava   Jazzitaliano Live 2009/01   (CASA DEL JAZZ)

Enrico Rava - tromba
Mauro Ottolini - trombone
Daniele Tittarelli - alto sax
Dan Kinzelman - tenor sax
Marcello Giannini - chitarra
Giovanni Guidi - piano
Stefano Senni   contrabbasso
Zeno De Rossi - batteria 
- 2008 – Roberto Gatto,  The music next door   (EMARCY)

Paolo Fresu - tromba
Daniele Tittarelli - alto sax
Stefano Bollani - piano
Rosario Bonaccorso – contrabbasso
Roberto Gatto – batteria 
- 2008 – Sergio Cammariere,  cantautore piccolino   (EMI)
- 2007 – Roberto Gatto Quartet,  Traps   (CAMjazz)

Daniele Tittarelli - alto e soprano sax
Luca Mannutza - piano
Luca Bulgarelli - contrabbasso
Roberto Gatto - batteria
- 2007 – PMJO con Mike Stern,  What It Is. Electric Miles' Directions '68 -  '86   (PdM RECORDS)

PMJO & Mike Stern alla chitarra 
- 2006 – PMJO con Javier Girotto,  Argentina. Escenas en Big Band   (PdM RECORDS)

Javier Girotto - sax soprano
Gianni Oddi, Daniele Tittarelli - sax alto
Gianni Savelli, Marco Conti - sax tenore
Elvio Ghigliordini - sax baritono
Mario Corvini, Massimo Pirone, Luca Giustozzi, Roberto Pecorella - trombone
Fernando Brusco, Claudio Corvini, Giancarlo Ciminelli, Tiziano Ruggeri - tromba
Luca Pirozzi - contrabbasso
Pietro Iodice - batteria
Pino Iodice - pianoforte
- 1999 – IHC,  Unti dal signore   (IHCCD)

Davis Nerattini - Drums
Paolo Pecorelli - Electric bass and electronics
Pino Pecorelli - Double bass and piccolo bass
Daniele Tittarelli - Alto sax
Giovanni di Cosimo - Trumpet and flugelhorn
Luca Venitucci - Keyboards